# Ptychamalia costifera
Ptychamalia costifera là một loài bướm đêm trong họ Geometridae.